# Eulechria acervata
Espèce
Eulechria acervata est une espèce de lépidoptère de la famille des Oecophoridae.
On le trouve en Australie.